# Nieves Herrero Cerezo
Nieves Herrero Cerezo (Madrid, 23 de març de 1957) és una periodista, presentadora de televisió i escriptora espanyola.

## Carrera
Nascuda a Madrid, es va llicenciar en periodisme per la Universitat Complutense de Madrid el 1980 i en dret per la Universitat Europea de Madrid el 2010. Després dels seus inicis en premsa, va passar per Antena 3 Radio i va arribar a TVE com a redactora del programa matinal Por la mañana (1987-1989) conduït per Jesús Hermida en TVE i del que va arribar a ser directora adjunta. Va continuar col·laborant amb Hermida a A mi manera, un programa similar que, no obstant això, s'emetia a les tardes i en el qual es va mantenir entre 1989 i 1990.
Amb l'arribada de les televisions privades, va ser contractada per Antena 3 i, a partir de setembre de 1990, va començar a presentar i dirigir el seu propi magazín diari, De tú a tú, que es va mantenir en pantalla fins a 1993. Va ser molt comentada la cobertura que es va donar des d'aquest programa al conegut com a crim d'Alcàsser, realitzant una emissió en directe en aquest poble la mateixa nit que van trobar els cadàvers de les nenes, en el qual es van realitzar preguntes als pares sobre els seus sentiments en aquests moments, i van convertir la seva pena en un espectacle públic retransmès a tot Espanya. Més tard, entre 1993 i 1996, i en la mateixa cadena, va conduir l'espai de telerealitat Cita con la vida.
El 1997 va tornar a TVE on va presentar Hoy es posible, un programa orientat cap a causes solidàries. El primer programa es va emetre el 28 de gener de 1997. Després d'aquesta experiència, s'allunya del món de les càmeres i se centra en la ràdio on condueix, entre 1997 i 2004, l'espai Lo que es la vida de Radio Nacional de España. El 2006 va tornar a televisió, amb el magazín diari Hoy por ti de Telemadrid fins a 2007, des de llavors es va posar al capdavant d'un espai d'entrevistes Un día con... a 7 Región de Murcia fins al 2009. Des de 2009 és tertuliana habitual del magazín matinal d'Aragó TV Sin ir más lejos.
Va ser col·laboradora del programa La Noria entre 2009 i 2010. A partir de 2014 comença una nova etapa com a col·laboradora en entrevistes a personatges d'importància política al programa Abre los ojos y mira a Telecinco. Durant uns mesos en la temporada 2010/2011, es va posar de nou al capdavant de l'espai Un día con... per a La 10.
Va fitxar el 2011 per la cadena catòlica 13TV com un dels principals rostres estrella de cara al naixement del canal. L'abril de 2011 va començar a presentar el magazín vespertí Te damos la tarde. La seva emissió es perllongaria fins a juny del 2013. De cara a la nova temporada del canal, el 15 de setembre de 2013 va començar el programa Hoy Nieves! Aquest espai setmanal abasta, entre els seus continguts, actualitat, crònica social, entrevistes o reportatges. El programa va finalitzar a l'agost de 2014. Des de febrer de 2015 presenta tots els divendres el programa Detrás de la verdad, ja que de dilluns a dijous la conducció del programa és a càrrec de Patricia Betancort. Des de setembre de 2016 presenta, de dilluns a divendres, Hoy es noticia. El 2015 va fitxar per la ràdio econòmica Capital Radio on Nieves Herrero va dirigir i presentar el nou magazín radiofònic del cap de setmana Vivir, viajar.
És professora de la Facultat de Comunicació i Humanitats de la Universitat Europea de Madrid i del Centre Universitari Villanueva de Madrid, adscrit a la Universitat Complutense. Ha escrit cinc llibres, quatre d'ells novel·les: Esa luna rota (2001), Todo fue nada, Leonor (2006), Corazón indio (2010), Lo que escondían sus ojos (2013) i Como si no hubiera un mañana (2015), amb el qual va obtenir el premi de la Crítica de Madrid. Ha estat redactora del Magazine d'El Mundo, on té una secció d'entrevistes anomenada "A solas con ellas...". És directora del projecte Madrid Digital Multimedia.

## Premis i candidatures
| Premi         | Any  | Programa          | Categoria             | Resultat   |
| ------------- | ---- | ----------------- | --------------------- | ---------- |
| Premi Ondas   | 1991 | De tú a tú        | Nacional de televisió | Guanyadora |
| Antena de Oro | 1999 | Lo que es la vida | Ràdio                 | Guanyadora |
| TP d'Or       | 1989 | A mi manera       | Presentadora          | Guanyadora |
| TP d'Or       | 1990 | De tú a tú        | Presentadora          | Guanyadora |
| TP d'Or       | 1991 | De tú a tú        | Presentadora          | Guanyadora |
| TP d'Or       | 1992 | De tú a tú        | Presentadora          | Nominada   |
| TP d'Or       | 1995 | Cita con la vida  | Presentadora          | Nominada   |